# 87樂團
霸氣樂團（英語：87BAND；原名北七樂團、87樂團），是一個臺灣樂團。2012年成立，目前由王瞳、大雄和樂咖組成。

## 簡歷
2011年，一群台灣藝人受邀到印尼做秀，結束表演後轉前往飯店裡的LiveHouse慶功，受到舞台上熱力四射的樂團演出影響，開始有了組建樂團的想法。
藝人王瞳以App建立連絡群組，並開始提出團名想法並進行討論，因為成員艾成無意間KUSO一句話，被王瞳吐槽「你北七喔!」。「北七」二字影射台語「白痴」的意思。「北七」二字意外被所有成員看中，「北七樂團」就此成立。
「北七樂團」最初由藝人王瞳、艾成、何豪傑、王建復以及鳳凰藝能經紀公司專案總監職務劉偉雄和專業樂手張家維組成。
2014年5月30日發行第一張公益EP《愛．Rock．永遠》。2015年1月16日，主唱王建復發表聲明，因為在民視8點檔《龍飛鳳舞》、《嫁妝》擔任主角，戲分吃重，以致對樂團即將展開的第2張專輯前置作業與未來錄音製作、演出等業務分身乏術，經過與鳳凰藝能經紀公司討論後，宣布退出北七樂團。
2022年8月17日，因艾成的逝世，令團隊再減少一人。
2023年6月4日，於南投竹山紫南宮 國際茶道節，重新出發，改名為霸氣樂團。同時也是主唱于浩威加入。

## 成員資料

### 現任成員
| 王瞳   | 吳姍耘 | 鍵盤手       |
| 大雄   | 劉偉雄 | 吉他手、團長 |
| 樂咖   | 張家維 | 貝斯手       |
| 于浩威 | 于瑲   | 主唱         |

### 離開成員
| 王振復 | 主唱 | 因拍攝戲劇《龍飛鳳舞》、《嫁妝》導致無法參與樂團活動，經與公司討論後決議退團。 |
| 何豪傑 | 鼓手 | 因經紀合約到期未續約，因此退團                                                 |
| 艾成   | 主唱 | 2022年8月17日去世                                                              |

## 音樂專輯

### 迷你專輯
| 發行日         | 專輯               | 發行公司     | 曲目                                                                               |
| 2014年5月30日  | 《愛．Rock．永遠》 | 米谷工作室   | 曲目 1. 飛翔(Intro) 2. 永遠 3. 神話 4. 謝謝 5. 我愛八點檔 6. We can Rock the World |
| 2018年12月28日 | 《87 霸氣》        | 好有感覺音樂 | 曲目 1. 霸氣 2. 傑作 3. 安放 4. 不曾背棄 5. 流浪者之愛 6. 管不著 7. 作伙作夢       |

## 參與節目
| 撥出日期      | 節目名稱   | 節目主題                                 | 參與成員                                 | 其他嘉賓                                        |
| ------------- | ---------- | ---------------------------------------- | ---------------------------------------- | ----------------------------------------------- |
| 2014年5月19日 | 一袋女王   | 演藝圈居然也有真愛？！                   | 何豪杰、王瞳、艾成、王建復、樂咖、劉偉雄 | 樓庭岑、梁又南                                  |
| 2014年6月3日  | 美鳳有約   | 七色炒彩蔬                               | 何豪杰、王瞳、艾成、樂咖、劉偉雄         |                                                 |
| 2014年6月8日  | 最強大國民 | 全國小學生意見大調查                     | 何豪杰、王瞳、艾成、王建復、樂咖、劉偉雄 |                                                 |
| 2014年6月11日 | 33廚房     | 我的徒弟卡厲害 麻吉鮮魚卷PKRock起士蝦    | 何豪杰、王瞳、艾成、王建復、樂咖、劉偉雄 |                                                 |
| 2014年6月18日 | 寶物博很大 | 美！A貨翡翠玉扁，嬌綠通透行情漲翻？！    | 何豪杰、王瞳、艾成、樂咖、劉偉雄         | 張懷媗                                          |
| 2014年6月13日 | SS小燕之夜 | 組團的一百種原因                         | 何豪杰、王瞳、艾成、王建復、樂咖、劉偉雄 | 飛輪愷、召喚獸                                  |
| 2014年6月21日 | 天才衝衝衝 | 會演是英雄、聯想Tempo、跳跳Tempo         | 何豪杰、王瞳、艾成、樂咖、劉偉雄         | 曹雅雯、米可白、Kid、小鐘、小優、白家綺、蔣偉文 |
| 2014年6月25日 | 真的了不起 | 大說謊家 & 獎金挑戰賽                    | 何豪杰、王瞳、艾成、樂咖、劉偉雄         | 沈玉琳                                          |
| 2014年7月24日 | 康熙來了   | 八點檔無奇不有？！ 什麽都不奇怪          | 何豪杰、王瞳、艾成、王建復、樂咖、劉偉雄 | 簡沛恩、黃雨欣、王耿豪、徐亨                    |
| 2019年3月16日 | 超級同學會 | 情歌王子張信哲睽違20年合體玉女唱將于台煙 | 何豪杰、王瞳、艾成、王建復、樂咖、劉偉雄 | 張信哲、于台煙                                  |